# 나고야시 교통국 6050형 전동차
나고야 시 교통국 6050형 전동차(일본어: 名古屋市交通局6050形電車)는 2010년 7월 1일부터 운행하고 있는 나고야 시 교통국 지하철 사쿠라도리 선의 전동차이다.
디자인은 이전의 6000형 전동차 기반으로 한다.

## 형성
- 나고야 시 교통국 6050형 전동차는 다음과 같은 열차가 구성되었다.[3]

| 차량 번호      | 1      | 2      | 3      | 4      | 5      |
| -------------- | ------ | ------ | ------ | ------ | ------ |
| 명칭           | Tc1    | M1     | M2     | M3     | Tc2    |
| 번호           | 6150   | 6250   | 6350   | 6750   | 6850   |
| 용량 편성 정원 | 136/45 | 147/51 | 147/51 | 147/51 | 136/45 |